# Les Pièges de la passion
Pour plus de détails, voir Fiche technique et Distribution.
Les Pièges de la passion (titre original : Love Me or Leave Me) est un film américain de Charles Vidor, sorti en 1955.

## Synopsis
L'histoire romancée de la carrière de la chanteuse de jazz Ruth Etting et de son mariage tumultueux avec le gangster Marty Snyder qui l'aida à gravir les échelons du showbusiness.

## Fiche technique
- Titre : Les Pièges de la passion
- Titre original : Love Me or Leave Me
- Réalisation : Charles Vidor

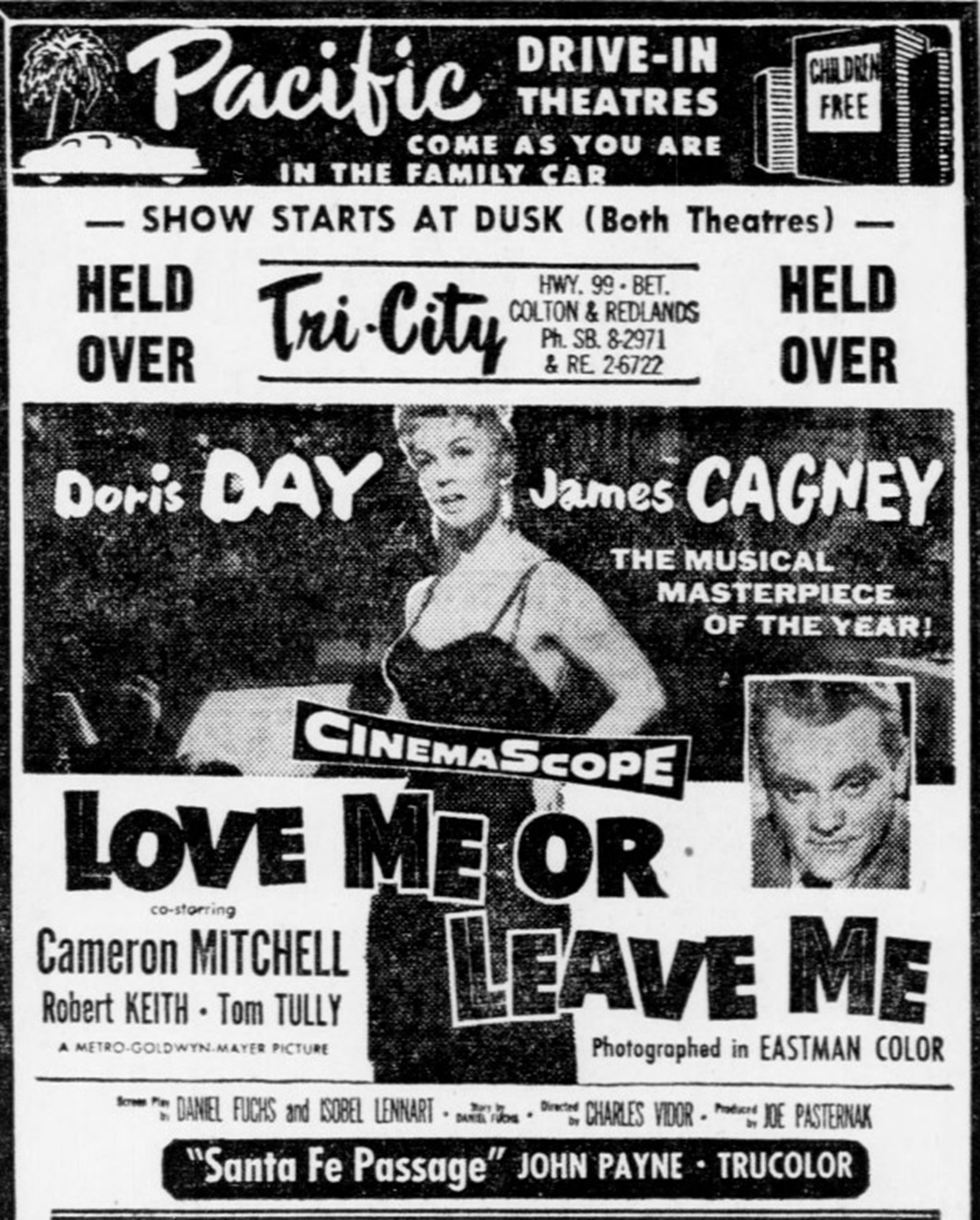
Annonce pour le film.

- Scénario : Daniel Fuchs et Isobel Lennart d'après une histoire de Daniel Fuchs
- Production : Joe Pasternak pour Metro-Goldwyn-Mayer
- Musique : George Stoll et Chilton Price
- Chansons : Percy Faith
- Chorégraphe : Alex Romero
- Photographie : Arthur E. Arling
- Direction artistique : Cedric Gibbons et Urie McCleary
- Costumes : Helen Rose
- Montage : Ralph E. Winters
- Pays de production :  États-Unis
- Langue : anglais
- Format : Eastmancolor
- Genre : Musical
- Durée : 122 minutes
- Dates de sortie :	26 mai 1955 (États-Unis)

## Distribution
- Doris Day (VF : Denise Bosc) : Ruth Etting
- James Cagney (VF : Pierre Trabaud) : Martin Snyder dit « le boiteux »
- Cameron Mitchell : Johnny Alderman
- Robert Keith (VF : Abel Jacquin) : Bernard V. Loomis
- Tom Tully (VF : Robert Dalban) : Frobisher
- Harry Bellaver (VF : André Valmy) : Georgie
- Richard Gaines (VF : Claude Péran) : Paul Hunter
- Peter Leeds (VF : Jacques Beauchey) : Fred Taylor
- Claude Stroud : Jungle girl
- Jay Adler (VF : Jean Clarieux) : Orry
- Audrey Young : Paul Hunter
- John Harding (VF : Roger Rudel) : Greg Trend
- Claire Carleton : Claire
- Robert Carson (VF : Yves Brainville) : Brelston, le directeur de la station radio
- Charles Ferguson (VF : Henry Djanik) : le garde à l'entrée de Paul Hunter Productions
- John Damler (VF : Jean Berton) : un reporter
- Richard Simmons (non crédité) : le réalisateur de la scène de danse

## Production
Ava Gardner ayant refusé le rôle principal, c'est Doris Day qui la remplaça.

## Images du film

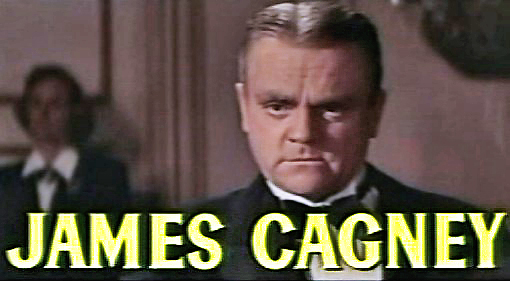
James Cagney
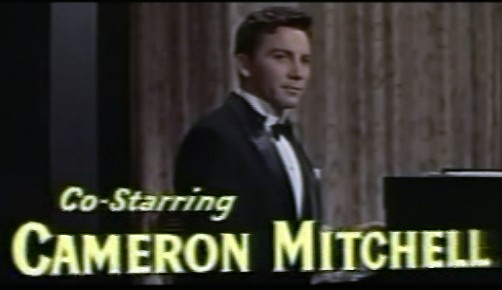
Cameron Mitchell